# 布魯克縣
布魯克縣（英語：Brooke County）是美国西維吉尼亞州北部的一個縣，西鄰俄亥俄州，東鄰宾夕法尼亚州，面積239平方公里。根據2020年美國人口普查，共有人口22,559人。縣治韦尔斯堡。該縣成立於1796年11月30日，縣名紀念1794至1796年間任維珍尼亞州州長的羅伯特·布魯克（Robert Brooke）。

## 历史
布鲁克县所在的俄亥俄河谷地区在欧洲人到来之前是印第安部落的活动地区。印第安人中主要是肖尼族在此居住，各印第安部落之间存在贸易联系，也有固定的贸易线路，被称作印第安小径。
最早到达此地的欧洲人主要是皮草贸易商人。这些商人从印第安人手中收购河狸毛皮，但并不是向近处的北美东岸地区出售，而是向西沿着俄亥俄河到新奥尔良销往欧洲。因为印第安人的袭击和难以穿越的荒山野岭导致最早在东海岸殖民的英国人难以到达此地。因此该地区属于法国的新法兰西和英国的殖民地之间的边缘地带，双方都在这个边缘地区修建堡垒和定居点进行扩张。
18世纪后期，随着法国在七年战争中落败，1763年法国将新法兰西割让给英国，布鲁克县所在地区变成英国殖民地的地理中心地区，但为了安抚印第安人和削弱东岸十三个殖民地，英国政府通过《1763年公告》划定了禁止垦殖界限，因此该地的欧洲人定居点发展缓慢。1747年，弗吉尼亚殖民地俄亥俄公司向英国国王请愿，要求获得俄亥俄河谷50万英亩土地，但第一批定居于此地（即后来的西弗吉尼亚州北部狭长地带）的是乔纳森·考克斯、以色列·考克斯和弗伦德·考克斯三兄弟。他们以“战斧权（Tomahawk right）”占领了布法罗河口和俄亥俄河沿岸的1200英亩土地（每个兄弟分得400英亩）。（战斧权是18世纪中后期阿巴拉契亚和西北地区的早期白人定居者用来确立新占领土地所有权优先权的一种非正式程序。权利声索者通常会在泉源或其他显眼地点附近用环剥几棵树，然后在其中一棵或多棵树的树皮上刻上自己的姓名首字母或名字。）
1783年美国通过《巴黎条约》夺取英国在密西西比河以东的所有殖民地，该地的所属权争议变成了西北领地和弗吉尼亚州之间的议题。因为宾夕法尼亚州的西部边界是在威廉·佩恩1681年的宪章中确定的，而弗吉尼亚州主张俄亥俄河以东以南的土地，这两个边界在俄亥俄河流出宾州的地方开始分开，往南形成了一个狭长的地区。
1788年，查尔斯·普拉瑟从弗兰德·考克斯的继承人约翰·考克斯手中购买了481英亩土地；到那年年底，亚历山大·韦尔斯（Alexander Wells）建立了一个贸易站。1791年，俄亥俄郡法院将贸易站周围的城镇合并为“查尔斯顿”（以普拉瑟的名字命名）。1796年11月30日，弗吉尼亚州议会从俄亥俄郡的部分地区成立了布鲁克县，并指定“查尔斯顿”为县城。在阿巴拉契亚大陆分水岭以东的杰斐逊郡，另一个查尔斯顿先前已被合并（现在被称为查尔斯镇）。此外，查尔斯顿于1788年在埃尔克河和卡诺瓦河的交汇处建立，因此两个城镇同名导致邮政和官方文件里出现了混乱和歧义。为了解决这一混乱，弗吉尼亚州议会于1816年12月28日将布鲁克县县城的名称从“查尔斯敦”改为韦尔斯堡，据说是为了纪念普拉瑟的女婿查尔斯·韦尔斯。
美国内战开始前，布鲁克县的民选官员在1861年弗吉尼亚州脱离联邦大会上阻止脱离联邦的努力失败后，帮助建立了新的西弗吉尼亚州。战争期间该县没有受到战争的严重影响。
战后重建时期到镀金时代，该地区因为河运和铁路而蓬勃发展。但到了1940年代，随着传统产业的衰退和铁路客运的衰落，惠灵及整个西弗吉尼亚州北部陷入长期的衰退。

## 地理
根据美国人口普查局的数据，该县总面积 93平方英里（240平方公里），其中89平方英里（230平方公里）为陆地，3.4平方英里（8.8平方公里或3.6%）为水域。它是西弗吉尼亚州面积第二小的县（仅比其北边的汉考克县大）。布鲁克县最高点海拔约为1372英尺，位于富兰克林以南约1.5英里处。该县被夹在宾夕法尼亚州和俄亥俄州之间的西弗吉尼亚州北部狭长地带，所属地理单元为俄亥俄河谷和阿勒艮尼高原。

### 主要高速公路
- 美国22号公路
- 西弗吉尼亚州2号公路
- 西弗吉尼亚州27号公路
- 西弗吉尼亚州67号公路
- 西弗吉尼亚州88号公路
- 西弗吉尼亚州105号公路

### 邻近县
- 汉考克县（北部）
- 宾夕法尼亚州华盛顿县（东部）
- 俄亥俄縣(南部)
- 俄亥俄州杰斐逊县（西部）

### 国家保护区
- 俄亥俄河群岛国家野生动物保护区（部分）

## 人口
| 调查年                                                      | 人口   | 备注  | %±     |
| ----------------------------------------------------------- | ------ | ----- | ------ |
| 1800                                                        | 4,706  |       | —      |
| 1810                                                        | 5,843  |       | 24.2%  |
| 1820                                                        | 6,631  |       | 13.5%  |
| 1830                                                        | 7,041  |       | 6.2%   |
| 1840                                                        | 7,948  |       | 12.9%  |
| 1850                                                        | 5,054  |       | −36.4% |
| 1860                                                        | 5,494  |       | 8.7%   |
| 1870                                                        | 5,464  |       | −0.5%  |
| 1880                                                        | 6,013  |       | 10.0%  |
| 1890                                                        | 6,660  |       | 10.8%  |
| 1900                                                        | 7,219  |       | 8.4%   |
| 1910                                                        | 11,098 |       | 53.7%  |
| 1920                                                        | 16,527 |       | 48.9%  |
| 1930                                                        | 24,663 |       | 49.2%  |
| 1940                                                        | 25,513 |       | 3.4%   |
| 1950                                                        | 26,904 |       | 5.5%   |
| 1960                                                        | 28,940 |       | 7.6%   |
| 1970                                                        | 29,685 |       | 2.6%   |
| 1980                                                        | 31,117 |       | 4.8%   |
| 1990                                                        | 26,992 |       | −13.3% |
| 2000                                                        | 25,447 |       | −5.7%  |
| 2010                                                        | 24,069 |       | −5.4%  |
| 2020                                                        | 22,559 |       | −6.3%  |
| 2021年估计                                                  | 22,140 | [ 5 ] | −1.9%  |
| U.S. Decennial Census 1790–19601900–1990 1990–20002010–2020 |        |       |        |

### 2010年人口普查
根据2010年美国人口普查，该县共有24,069人、10,020户和6,636个家族。人口密度为每平方英里 269.8 人（每平方公里104.2人）。 共有10,967个住房单元，平均密度为每平方英里122.9个单元（每平方公里 47.5个单元）。该县的种族构成为97.0%白人、1.2%黑人或非裔美国人、0.4%亚裔、0.1%美洲印第安人、0.2%来自其他种族，1.1%来自两个或两个以上的种族。 西班牙裔或拉丁裔占人口的0.7%。就血统而言，21.5%是德国人，17.5%是爱尔兰人，16.4%是意大利人，11.5%是英国人，7.2%是美国人，5.9%是苏格兰-爱尔兰人，5.7%是波兰人。
在10,020户家庭中，25.8%有18岁以下儿童同住，50.7%为同居夫妇，10.7%有一位没有丈夫的女性户主，33.8%为非家庭，29.2%的家庭由个人组成。平均一户规模为2.32人，平均家庭规模为2.83人。平均年龄为44.8岁。
该县家庭收入中位数为39,475美元，家庭收入中位数为52,528美元。男性收入中位数为39,065美元，女性收入中位数为29,824美元。该县人均收入为22,377美元。约有7.9%的家庭和11.0%的人口处于贫困线以下，其中18岁以下人口占16.5%，65岁及以上人口占7.8%。